# Carlo Bergonzi (lutier)
Carlo Bergonzi (21 de diciembre de 1683 - 9 de febrero de 1747) fue un lutier italiano y es el primer y más destacado miembro de la familia Bergonzi, distinguido grupo de lutieres de Cremona, ciudad con una rica tradición en la fabricación de instrumentos de cuerda. Hoy sus instrumentos son muy valorados por su ejecución y tono. Aunque históricamente se consideraba que había sido aprendiz de Hieronymus Amati o de Antonio Stradivari, ahora se sabe que fue alumno de Vincenzo Rugeri.

## Comienzos y carrera
Carlo Bergonzi y su familia vivían cerca del taller de Vincenzo Rugeri en Cremona y este sería el lugar más obvio para el aprendizaje de Carlo dadas las conexiones sociales y financieras entre las dos familias. Al comparar el trabajo de Bergonzi con el de Vincenzo Rugeri, su similitud de trabajos es obvia en muchos aspectos. Los primeros violines de la carrera de Carlo siguen líneas similares a las de los violines de Vincenzo Rugeri, como era de esperar, sin embargo, las líneas de los instrumentos posteriores se hicieron propias. Antonio Stradivari y Guarneri del Gesu también influyeron en la obra de Carlo Bergonzi. Carlo Bergonzi finalmente se incorporó a la Casa Stradivarius en 1746 después de la muerte del maestro en 1737 e incluso completó algunos de los violines inacabados de Antonio Stradivari.

## Violines
Los violines de Bergonzi son muy apreciados por su fina ejecución, su tono, la calidad de los materiales y el exquisito barniz.
Las etiquetas de los instrumentos de Bergonzi varían, pero normalmente registran la fecha, el nombre y la ubicación:

Anno 1733, Carlo Bergonzi
 fece in Cremona

En 1740, creó uno de sus mejores violines, el Kreisler Bergonzi, que posteriormente recibió el nombre del violinista Fritz Kreisler. Después fue propiedad del violinista cubano Ángel Reyes. El profesor Reyes vendió el violín a Itzhak Perlman. Tanto Kreisler como Perlman actuaron y grabaron con él.
Se sabe que muchos instrumentos que llevan su etiqueta no son auténticos. Durante muchos años se pensó que un violonchelo que alguna vez fue propiedad de Pablo Casals era un Bergonzi debido a que la etiqueta que llevaba decía: "Carlo Bergonzi... 1733". Más tarde se descubrió que en realidad había sido fabricado por Matteo Goffriller. 

## Familia de lutieres Bergonzi
- Michele Angelo (ca. 1722-1758), hijo mayor de Carlo I.
- Zosimo (ca. 1725-1777), hijo menor de Carlo I.
- Carlos II. (1758-1838 Cremona), hijo menor de Zósimo
- Nicola (ca. 1746-1796) hijo mayor de Zósimo

Fuente: